# 4행정 기관
4행정 기관(four-stroke engine) 또는 4사이클 엔진(four-cycle, four-cycle engine)은 내연 기관의 일종으로 내연 기관에서 가장 많이 쓰이는 방식이다. '행정'(行程)은 위, 아래의 한 방향에서 실린더 안의 피스톤이 모두 움직이는 것을 의미한다. 4행정 기관은 흡입-압축-폭발-배기의 4행정을 하여 1사이클이 완료되는 형식이다. 4행정 엔진의 1사이클이 완료되면 크랭크축은 2회전, 캠축은 1회전, 실린더의 흡기,배기밸브는 각1회 여닫는다.

## 4행정 기관의 작동 순서

4행정 가솔린 기관의 작동 순서. 1-흡입, 2-압축, 3-폭발, 4-배기 순이다.

1. 흡입(Intake) : 피스톤이 상사점(TDC)에서 하사점(BDC)으로 하강하는데 이 때 실린더의 내부 압력이 낮아지면서 공기가 흡기다기관으로 밀려들어가고, 이 공기가 연료와 혼합되어 혼합기가 된다. 이 혼합기가 흡기밸브를 거쳐 실린더 내부로 들어간다. 크랭크축이 180도로 돌면서 실린더 안에 혼합기가 채워진다. 직접 분사식 가솔린 엔진(GDI)방식과 디젤 엔진에서는 공기만 흡입한다.
2. 압축(Compression) : 흡기/배기 밸브가 모두 닫힌 상태에서 피스톤이 하사점에서 상사점으로 상승하면서 혼합기를 압축한다. 이때 크랭크축이 1회전하게 된다. 압축시 혼합기의 온도는 약 400~500°C 정도로, 압축압력은 약 18bar 정도까지 상승한다. 가솔린 기관의 압축비는 7~11:1이며, 압축착화를 통해 폭발하는 디젤 엔진은 압축비가 15~22:1로 높다. 엔진의 회전속도가 빠를 수록 압축비가 상승한다.
3. 폭발(Ignition) : 실린더 내부의 혼합기가 연소되면서 생성된 연소 가스의 압력으로 피스톤을 밀어내리면서 피스톤이 하강하고 이 과정에서 동력이 발생한다. 가솔린 기관은 점화플러그를 통한 스파크 점화로 연소하며, 직접 분사식 가솔린 기관은 스파크 점화와 동시에 연료를 분사하고, 디젤 엔진은 연료를 분사하면서 압축 압력으로 점화하여 연소한다.
4. 배기(Exhaust) : 배기밸브가 열리면서 피스톤이 상사점으로 상승하면서 연소 가스를 밀어 올려서 실린더 밖으로 배출시킨다. 여기까지 과정에서 크랭크축은 총 2회전을 한다.

## 역사

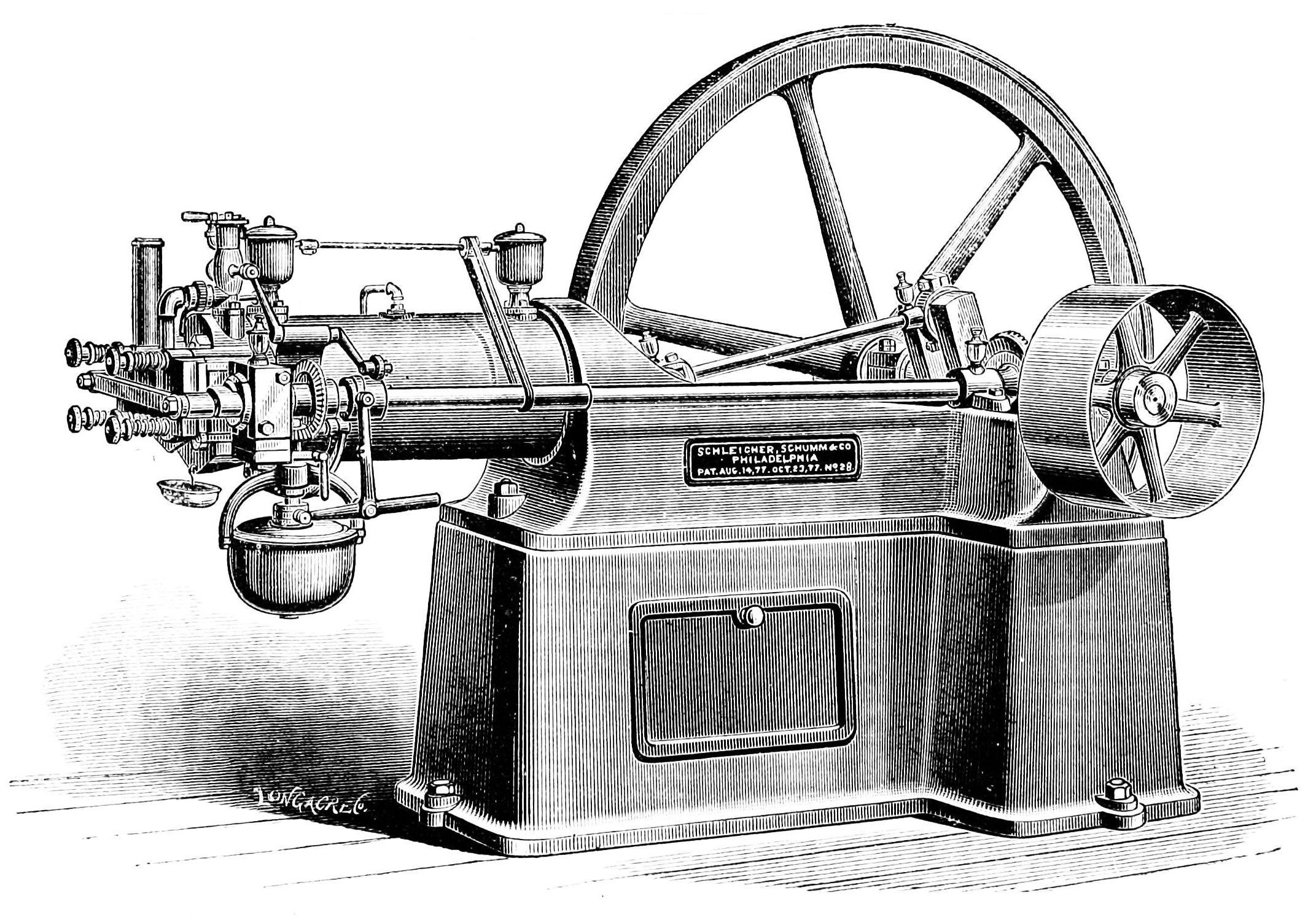

4행정 기관을 개발한 사람은 독일의 니콜라우스 오토이다. 1860년 에티엔 르누아르가 2행정 기관이 개발 된 이후 1861년에 2행정 기관을 토대로 새로운 엔진을 연구하였다. 1864년에는 세계 최초의 엔진 제조사인 유진 랭거 바로 옆에 'N. A 오토 앤 시에'(N.A Otto&Cie)을 설립하였고, 1869년엔 독일 쾰른의 Deutz로 이전하여 "Deutz Gasmotorenfabrik AG"로 사명을 변경하였다. 1876년에는 기술 이사로 고틀 리프 다임러를, 수석 디자이너로 빌헬름 마이바흐를 고용하였다. 이후 오토의 회사에서 1876년 실용적인 엔진 제조에 성공하였고, 1883년 다임러와 마이바흐는 소형화하면서 더 큰 힘을 낼 수 있는 엔진을 개발하였다.
초기 내연 기관은 액체 연료로 작동시키기엔 적합하지 않아 점화용 보조 버너를 필요로 하였으나 1884년에 오토의 회사에서 기화기와 매그니토 점화 계통(전기 점화)을 발명하여 4행정 기관의 실용성을 증가시켰다. 그렇게 하여 다임러와 마이바흐는 1885년 4행정 기관을 탑재한 최초의 자동차를 생산하였다. 1890년 다임러와 마이바흐는 이후 Daimler Motoren Gesellschaft라는 회사를 설립하였으며 이 회사는 오늘날의 다임러-벤츠의 전신이기도 하다.
최초 4행정 기관인 오토 기관은 점화 불꽃으로 연료를 점화하는 방식이었으나, 루돌프 디젤이 점화 불꽃 없이 연료가 점화할 수 있는 압축 점화 엔진 기술을 연구한 끝에 개발한 것이 디젤 엔진이다.

## 장단점
4행정 기관의 장점은 각 행정의 작동이 완전하게 구분되어 있기 때문에, 연소 과정에서 불확실한 곳이 없다. 흡기 행정 시간이 충분하여 블로바이 현상이 적어 연료 소비율을 최대한 줄일 수 있고 배기량 대비 효율이 높다. 흡입 행정에서 냉각 효과로 인해 각 부분의 열 부하가 적으며, 저속에서 고속까지 회전 속도 변화의 범위가 넓다.
단점은 밸브 개폐기구로 인해 구조가 복잡해지며, 진동이나 기계적인 소음이 늘어나고 같은 출력의 2행정 기관에 비해 마력당 무게가 무겁다는 점이 있다.
그리고 피스톤이 두번 왕복, 크랭크축이 2회전하는 과정에서 폭발시의 회전력과 압축시의 회전력이 같지 못하여 회전력이 일정하지 못하고, 실린더 수가 적으면 폭발행정이 제대로 이어지지 못하여 작동이 원활하지 못하다. 그리고 질소산화물의 배출량이 많다.
그래서 4행정 기관은 최소 2기통 이상의 엔진을 장착하는 경우가 보통이며 각각의 피스톤이 폭발 시점이 교차하도록 하여 문제를 해결하고 있다. 각각 실린더의 폭발로 인한 진동이 상쇄되기 때문에 기통이 많을 수록 진동이 적고 부드러운 운행이 가능하다. 그리고 무거운 무게와 다기통인 경우가 보통인 특성상, 소형 및 중형 이상의 차량에 많이 쓰인다.

## 열역학적 분석
실제 4행정 기관 또는 2행정 기관의 열역학적 분석은 간단한 작업이 아니다. 그러나, 분석은 공기 표준 가설이 이용되는 경우에 단순화될수 있다. 그 결과 사이클은 실제 작동 조건과 매우 유사하며 오토 사이클이다.
엔진이 정상적으로 작동하고 연료 혼합물이 압축되는 동안 전기 아크가 생성되어 연료를 점화한다.

## 같이 보기
- 내연 기관
- 가솔린 기관
- 디젤 엔진